# Marknadsundersökning
En marknadsundersökning innebär insamling av data, rapportering och analysering för en specifik marknadssituation som en organisation står inför, vilket oftast innebär redogörelsen av konsumenters användning av produkter och tjänster samt deras inställning till företag, tjänster och produkter. Oftast är marknadsundersökningar riktade till en specifik målgrupp med avseende på ålder, inkomst, bostadsort, antal anställa, bransch eller andra parametrar.
Med marknadsundersökningar kan företag bland annat bedöma marknadspotential, effektiviteten i olika produkter, pris mm. Detta är en process som består av fyra steg:
- Definiera det problem som ska undersökas och målet med undersökningen
- Utveckla en plan för undersökningen
- Implementering
- Tolkning och avrapportering.[2]

I Sverige och internationellt finns riktlinjer för att allmänheten och beställare ska känna förtroende till att undersökningarna utförs enligt vetenskapliga principer och att respondenter och insamlad data hanteras etiskt korrekt. Datainsamlingen delas in i två olika grupper; primärdata och sekundärdata.

## Marknadsundersökningsprocessen

### Definiera problem
Definieringen av ett företags problem är redogörelsen för problemets orsak. Det gör företaget genom grundundersökningar (även kallat explorativa undersökningar). Grundundersökningar är ett sätt att samla in primär information som är till hjälp för företaget att definiera det problem de har och föreslå hypoteser. Nästa steg är att göra en beskrivande undersökning (även kallat deskriptiv undersökning). Problemet som företaget fått fram från grundundersökningen beskrivs mer utförligt och mer specifikt i den deskriptiva undersökningen. När problemet är tydligt för företaget görs en kausal undersökning. Genom att göra en kausal undersökning testar företaget de framtagna hypoteserna, för att urskilja möjliga samband mellan problemet och det fel som företaget vill rätta till.

### Insamling av data
När företag samlar in information till en marknadsundersökning använder man sig av både primärdata och sekundärdata.

#### Sekundärdata
Sekundärdata, även så kallad sekundärkälla, är information som redan finns sedan tidigare som kan användas igen.
Exempel på sekundärdata kan vara att andra företag haft liknande frågor som besvarats, böcker, tidskrifter, examensarbeten, social medier etc. En fördel med sekundärdata är att det är kostnadseffektivt och informationen är enkelt att få tag på. En annan fördel med sekundärdata är att det kan användas när ett företag inte får in all information som behövs på egen hand. Nackdelen är att en utredare kan använda informationen endast för att den lättillgänglig och uppmärksammar inte att det möjligtvis inte är relevant eller har låg kvalitet.

#### Primärdata
Primärdata, även så kallad primärkälla, är det material som samlas in för en specifik undersökning. De två vanligaste metoderna att samla in data är kvalitativ eller kvantitativ undersökning.
Den kvalitativa delen är en detaljerad undersökningsmetod där företaget undersöker på djupet för att få förståelse hur en konsument tänker och agerar. Gruppdiskussioner, djupintervjuer och observationer är några olika metoder som företagen kan använda sig av. I gruppdiskussioner är det en grupp med personer som diskuterar en idé, en produkt eller ett problem. Djupintervjuer är när en intervjuare sitter ner i samtal enskilt med var och en i gruppen. Fördelen med detta är att intervjuaren får olika perspektiv från respondenterna och de blir inte påverkade av andra till skillnad från gruppdiskussioner. Observationsundersökningen går ut på att företagen iakttar kundernas beteende exempelvis hur de rör sig i en butik, vid ett köptillfälle, etc.
Den kvantitativa undersökningsmetoden är när företagen vänder sig till en större grupp för att få svar på frågor. Denna metod är inte lika exakt som den kvalitativa metoden men kan nå ut till fler. Även denna metod har några olika metoder företagen kan använda sig av och några av dem är telefonintervjuer, webbenkäter och e-postutskick. Telefonintervjuer har oftast en högre svarsfrekvens än de andra två.

#### Insamling med hjälp av Internet
Teknologins påverkan på marknadsundersökningar har underlättat insamlingen av användbar information om konkurrenter och vad konsumenter värdesätter hos företaget och deras produkter samt tjänster och har öppnat upp en helt ny värld inom marknadsföring.
Genom marknadsundersökningar online kan marknadsförare samla ihop information som är nödvändigt för företaget genom internetundersökningar, online-experiment och gruppintervjuer. De flesta européer 2017 har tillgång till internet och 50% av alla marknadsundersökningar är internetundersökningar. Det dyker upp många fördelar när konsumenter får tillgång till internet, men nackdelar är också en problematik som marknadsförare måste hantera.
Det finns många olika former av internetundersökningar och många olika sätt för företag att nå ut till konsumenter. Vanliga former för att samla in information är enkäter på företagets hemsida, sociala medier och e-mail. De kan även bevaka bloggar, forum, recensionssidor och sociala medier för att få värdefull information om vad konsumenterna tycker och tänker men de kan även rikta reklam mer specifikt. Undersökningar har visat att konsumenter köper liknande produkter och varumärken som deras vänner och att de är mycket större chans att de blir intresserade av annonser från varumärken deras vänner köper. Därför kan företag använda information om vad konsumenter har köpt på internet och rikta reklam till deras vänner på sociala medier, vilket kallas “social targeting”
En annan form är “behavioural targeting”, där företaget kan bevaka konsumenters beteendemönster på internet och se om det brukar repetera ett köp från en specifik hemsida, vilka produkter och varumärken de sökt efter och har kollat på. För att sedan rikta specifik reklam med liknande produkter och varumärken konsumenten redan visat intresse för.
Företag kan även med hjälp av internet övervaka konkurrenter och deras aktiviteter på sociala medier och hemsidor. De kan också jämföra priser, sortiment och service för att se vad konkurrenterna är bättre och sämre på. Det finns dessutom tusentals databaser på internet med information om miljontals olika företag, en del som till och med är gratis.
De största fördelarna med marknadsundersökningar online är hastigheten, alltså tiden det tar att samla in information samt de låga kostnaderna som marknadsundersökningar online har bidragit till. 100-tals personer kan svara på undersökningarna samtidigt vilket gör att företagen får in mycket information. Även små företag kan använda sig av dessa metoder eftersom det nu för tiden finns specialiserade hemsidor som möjliggör skapande av egna internetundersökningar. Förutom hastighetsökningen och kostnadsminskningen internet bidragit till så tycks marknadsundersökningar online vara mindre krävande och mer engagerande. Dessutom brukar de vara lättare att genomföra och man brukar ha mer tillit till dem, än vad deltagare exempelvis brukar ha till undersökningar via telefon. Det brukar generera i att fler konsumenter svarar på online undersökningarna jämfört med de traditionella undersökningarna, vilket resulterar till kvalitativ och kvantitativ information.
Det finns dock några problem med marknadsföring på internet, bland annat är det så mycket information att det blir svårt för företagen att veta vad de ska fokusera på, det är också väldigt svårt att veta vem det är som svarar på undersökningarna och vilka det är som skriver negativa respektive positiva saker om företaget på internetforum, bloggar, recensionssidor etc. Marknadsundersökningar online har även fått kritik för att den går för djupt i konsumenters privatliv och konsumenter kan i vissa fall få känslan att företag spionerar på dem.
Jämförs kostnaderna med de mer traditionella metoderna att nå ut till personer så är de reducerade. Internetundersökningar sägs i regel kosta 15-20% mindre än undersökningar som man skickar ut via mail och 30% mindre än undersökningar via telefon.

#### Insamling med hjälp av sociala medier
En ny trend inom marknadsföring på internet är att framförallt stora företag börjar utveckla egna sociala nätverk. I princip alla företag stora som små använder sociala medier på något sätt, det kan vara sidor på till exempel Facebook, Twitter, Pinterest och Instagram. Där får företaget möjlighet att nå ut till konsumenterna på ett mer engagerande sätt, genom bland annat tävlingar och frågeställningar. Det ger också konsumenterna en chans att lämna kommentarer om företaget för att visa sina åsikter, positiva som negativa, vilket kan ge företaget nyttig och värdefull information. För stora företag med miljoner följare blir det dock svårt att hantera all insamlad data.

### Implementering
Implementering är att genomföra. Det betyder att företaget ska samla in, bearbeta och analysera erhållen information från det föregående steget, insamling av data. Forskarna kontrollerar att insamlingen av informationen går till på rätt sätt genom att integrera med deltagarna, bedöma kvalitén på deltagarnas svar och att de som samlar in informationen inte gör några misstag eller tar genvägar. Därefter bearbetas och analyseras informationen så att företaget får den information de behöver för att stärka kundvärdet samt kundrelationerna.

### Tolka och rapportera
Sista steget i processen i marknadsundersökning är att tolka resultatet samt rapportera det till företagets ledning. Forskarna ska tolka resultatet från undersökningen, därefter dra slutsatser utifrån det resultatet, samt rapportera till ledningen. Rapporten ska bestå av viktig information som ska hjälpa företagets ledning. Rapporten ledningen får från marknadsundersökningen, är tillsammans med informationen från interna databaser samt marknadsintelligens, viktig för företagets beslut.